# قاي شميت
قاي شميت (بالفرنسية: Guy Schmidt)‏ هو لاعب كرة قدم لوكسمبورغي، ولد في 12 أبريل 1932.

## وصلات خارجية
- قاي شميت على موقع قاعدة بيانات كرة القدم.إي يو (الإنجليزية)